# Vườn quốc gia Caldera de Taburiente

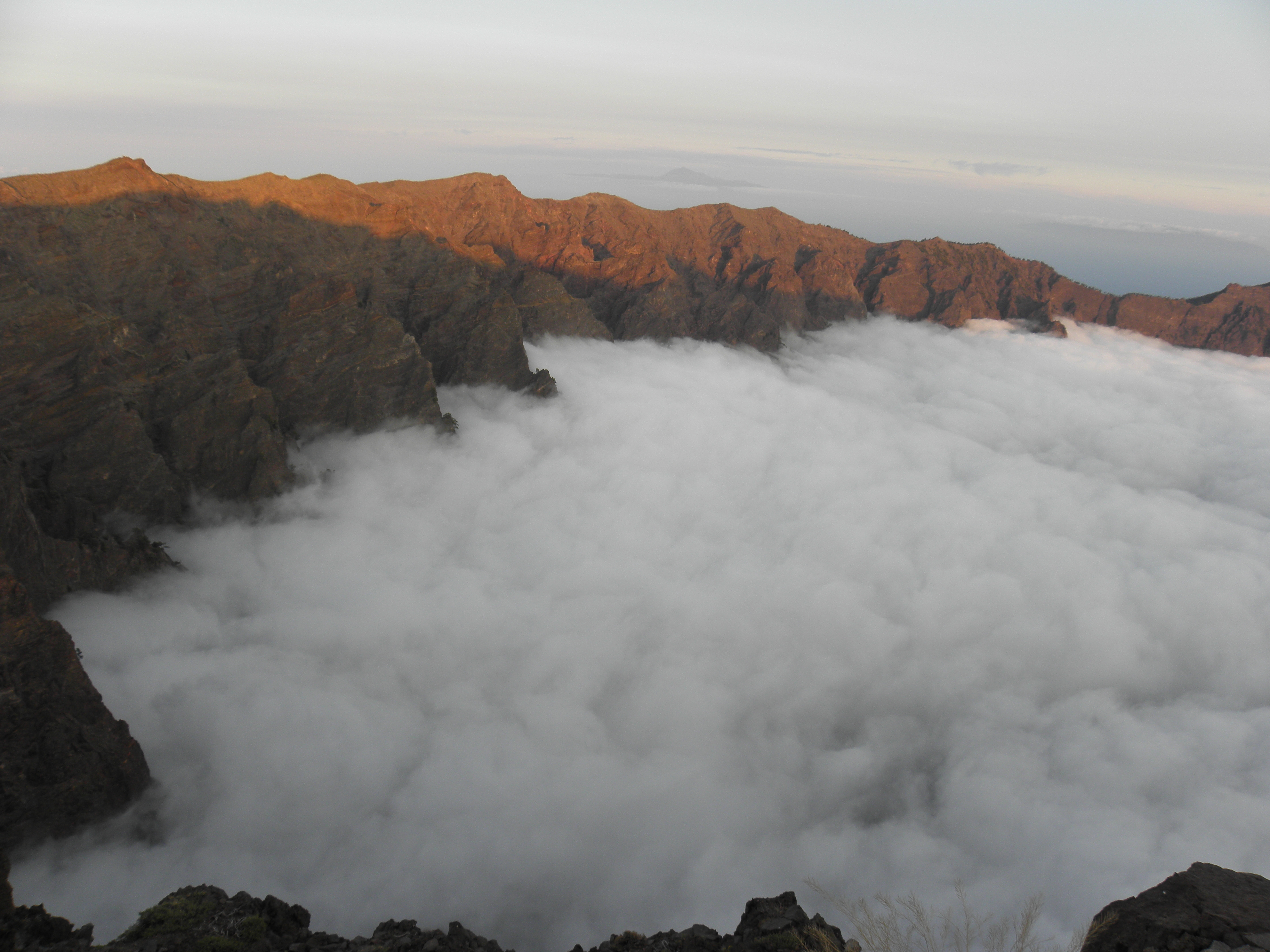
Mây bao phủ một phần caldera

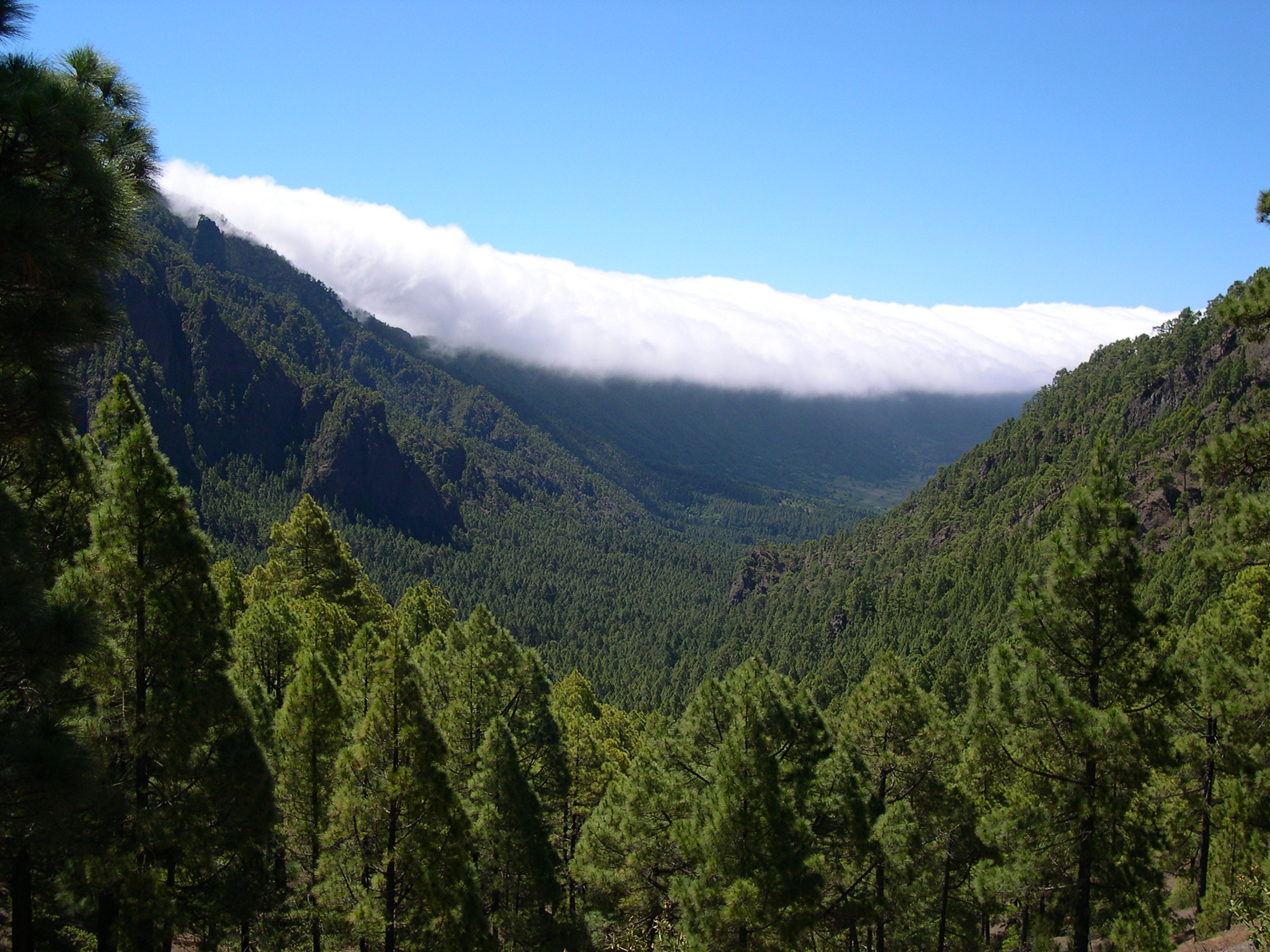
Nhìn từ rìa caldera vào trong thung lũng

Vườn quốc gia Caldera de Taburiente (tiếng Tây Ban Nha: Parque Nacional de la Caldera de Taburiente) là một vườn quốc gia trên đảo La Palma, quần đảo Canaria, Tây Ban Nha.
Vườn quốc gia này chứa khu vực Caldera de Taburiente, từng được cho là một miệng núi lửa khổng lồ, nhưng ngày nay được biết đến là một vòm núi với một hình dạng giống miệng núi lửa, chi phối phần phía bắc của hòn đảo. Khu vực này được quyết định thành vườn quốc gia vào năm 1954.
Miệng núi lửa có bề ngang khoảng 10 km, và ở những nơi các bức tường tháp 2.000 m so với sàn miệng núi lửa. Điểm cao nhất là Roque de los Muchachos trên bức tường phía bắc, ở độ cao 2.426 m, có thể đi đến bằng đường bộ. Các kính thiên văn của Đài quan sát Roque de los Muchachos nằm rất gần đến đỉnh núi.